# Anomalochrysa
Anomalochrysa is een geslacht van insecten uit de familie van de gaasvliegen (Chrysopidae), die tot de orde netvleugeligen (Neuroptera) behoort.

## Soorten
- A. angulicosta Perkins in Sharp, 1899
- A. cognata Perkins in Sharp, 1899
- A. debilis Perkins in Sharp, 1899
- A. frater Perkins in Sharp, 1899
- A. fulvescens Perkins in Sharp, 1899
- A. haematura Perkins in Sharp, 1899
- A. hepatica McLachlan, 1883
- A. longipennis Perkins in Sharp, 1899
- A. maclachlani Blackburn, 1884
- A. molokaiensis Perkins in Sharp, 1899
- A. montana Blackburn, 1884
- A. ornatipennis Blackburn, 1884
- A. peles Perkins in Sharp, 1899
- A. princeps Perkins in Sharp, 1899
- A. raphidioides Perkins in Sharp, 1899
- A. rufescens McLachlan, 1883
- A. soror Perkins in Sharp, 1899
- A. sylvicola Perkins in Sharp, 1899
- A. viridis Perkins in Sharp, 1899